# Владая
Владая (болг. Владая) — село в Болгарии. Находится в Городской области Софии, входит в общину Столична. Население по переписи населения 2011 года — 3581 человек.

## Политическая ситуация
В местном кметстве Владая, в состав которого входит Владая, должность кмета (старосты) по результатам выборов исполняет Васко Стоянов (выдвигался как независимый кандидат), прежде кметом был Лазар Любомиров Янев (от коалиции в составе 2 партий: Союз демократических сил (СДС), Демократы за сильную Болгарию (ДСБ)).
Кмет (мэр) общины Столична — Йорданка Асенова Фандыкова (ГЕРБ) по результатам выборов в правление общины.